# بازار سوم
در دانش مالی، بازار سوم (انگلیسی: Third market) به معامله اوراق بهادار لیست‌شده در بورس‌های اوراق بهادار در بازارهای فرابورس (OTC) گفته می‌شود. این معاملات به سرمایه‌گذاران نهادی اجازه معامله مستقیم بلوک‌های اوراق بهادار را از طریقی غیر از مبادله می‌دهد و همچنین امکان تأمین نقدینگی و ناشناس بودن را برای خریداران فراهم می‌سازد.
نخستین معاملات بازار سوم در دهه ۱۹۶۰ توسط شرکت‌هایی مانند گروه جفریز انجام شد. اگرچه امروزه تعدادی از شرکت‌های کارگزاری بر روی تجارت بازار سوم و اخیراً بر روی شبکه معاملاتی غیرشفاف متمرکز شده‌اند.

## ویژگی‌های کلیدی بازار سوم
عدم نیاز به فرآیند پذیرش: شرکت‌ها نیازی به طی کردن مراحل طولانی و پیچیده پذیرش در فرابورس ندارند.
انواع اوراق بهادار قابل معامله: بلوک‌های سهام، حق‌تقدم خرید سهام، پذیره‌نویسی انواع اوراق مشارکت و حتی املاک و مستغلات.
شفافیت و امنیت: تمامی معاملات در یک محیط امن و شفاف انجام می‌شوند.

## فرآیند عرضه در بازار سوم
یکی از ویژگی‌های جذاب بازار سوم، سادگی فرآیند عرضه است. این فرآیند شامل مراحل زیر است:
ارائه درخواست به فرابورس: شرکت متقاضی باید مدارک موردنیاز را به فرابورس ارائه دهد.
بررسی و تأیید مدارک: فرابورس صحت اطلاعات ارائه‌شده را بررسی و تأیید می‌کند.
تعیین زمان عرضه: پس از تأیید، زمان مناسب برای عرضه مشخص می‌شود.
انجام معاملات: معاملات در بستر امن فرابورس انجام می‌شوند.

## چه اوراقی در بازار سوم معامله می‌شوند؟[۴]
بازار سوم فرابورس ایران طیف گسترده‌ای از دارایی‌ها را پوشش می‌دهد. از جمله:

### بلوک‌های سهام شرکت‌های مختلف
- سهام شرکت‌های سهامی عام، خاص و تعاونی.
- سهام ناشی از افزایش سرمایه.
- مثال: فروش بلوک عمده سهام یک شرکت دارویی از طریق بازار سوم که به دلیل عدم پذیرش در بازارهای دیگر فرابورس، در این بازار معامله شد.

### حق‌تقدم خرید سهام
- فرصتی برای سرمایه‌گذاران جهت خرید سهام پیش از عرضه عمومی.
- مثال: یک شرکت تولیدی حق‌تقدم سهام خود را برای تأمین مالی پروژه‌های توسعه‌ای از طریق بازار سوم عرضه کرد.

### اوراق بدهی و مشارکت
- اوراق مشارکت و گواهی سپرده سرمایه‌گذاری.
- مثال: انتشار اوراق مشارکت توسط یک بانک خصوصی که توانست از طریق بازار سوم نقدینگی لازم را جذب کند.

### دارایی‌های غیرمالی
- املاک، مستغلات و امتیازات بهره‌برداری.
- مثال: یک شرکت ساختمانی ملک اداری خود را از طریق بازار سوم برای تأمین منابع مالی پروژه جدید خود فروخت.

### ثبت اختراعات و مالکیت معنوی
- این دارایی‌ها در قالب سهام شرکت‌های سهامی خاص معامله می‌شوند.
- مثال: فروش حق امتیاز یک اختراع در زمینه فناوری نانو به یک شرکت سرمایه‌گذاری از طریق بازار سوم.